# دوگلاس وود (بازیگر)
دوگلاس وود (انگلیسی: Douglas Wood; ۳۱ اکتبر ۱۸۸۰ – ۱۳ ژانویهٔ ۱۹۶۶) بازیگر اهل ایالات متحده آمریکا بود. وی بین سال‌های ۱۹۰۰ تا ۱۹۵۶ میلادی فعالیت می‌کرد.
از فیلم‌ها یا برنامه‌های تلویزیونی که وی در آن نقش داشته‌است می‌توان به دختر دراکولا، نمایش فوتبال، فردا همیشگی است، خطرناک، شکوفه در غبار، گروهبان یورک، طلا جایی است که شما آن را پیدا می‌کنید، کنتاکی، مانکن، هرچه بیشتر، خوشحالتر، خوارز، همسر، رابارب، و دو نفر علیه دنیا اشاره کرد.